# Túnez en los Juegos Olímpicos de Los Ángeles 1984
Túnez estuvo representado en los Juegos Olímpicos de Los Ángeles 1984 por un total de 23 deportistas, 22 hombres y una mujer, que compitieron en 6 deportes.
El portador de la bandera en la ceremonia de apertura fue el atleta Fethi Bacuch. El equipo olímpico tunecino no obtuvo ninguna medalla en estos Juegos.